# Warnauhoł
Warnauhoł (biał. Варнавугал, Warnawuhał; ros. Варноугол, Warnougoł) – wieś na Białorusi, w obwodzie mińskim, w rejonie stołpeckim, w sielsowiecie Rubieżewicze.

## Historia
W dwudziestoleciu międzywojennym kolonia leżąca w Polsce, w województwie nowogródzkim, w powiecie stołpeckim, do 1 kwietnia 1927 w gminie Zasule, następnie w gminie Stołpce. W 1921 miejscowość liczyła 53 mieszkańców, zamieszkałych w 11 budynkach, wyłącznie Białorusinów wyznania prawosławnego.
Po II wojnie światowej w granicach Związku Sowieckiego. Od 1991 w niepodległej Białorusi.